# Ouderkerk
Ouderkerk  este o comună în provincia Olanda de Sud, Țările de Jos.

## Localități componente
Gouderak, Lageweg, Ouderkerk aan den IJssel, IJssellaan.